# 慶月院
慶月院（けいげついん、慶長3年（1598年） - 寛文11年7月（1671年8月））は、江戸時代前期の女性。伊達政宗の庶子で原田宗輔の母。名は津多（つた）。

## 生涯
母の香の前（お種殿、逢初）は、元は豊臣秀吉の側室であったが、文禄4年（1595年）、政宗に下賜されたと伝わる。政宗との間に慶長3年（1598年）に津多（慶月院）を、慶長5年（1600年）に亘理宗根（又治郎）を産んだ。香の前はのちに伊達家重臣・茂庭綱元の側室となった。
慶月院は仙台藩の重臣で柴田郡船岡城主であった原田宗資に嫁ぎ、嫡子の原田宗輔（甲斐）と娘2人をもうけた。
寛文11年3月27日（1671年5月6日）、江戸幕府大老・酒井忠清邸の評定の席で、子である宗輔が伊達安芸（伊達宗重）を斬殺し、自身もその場で老中稲葉正則の家臣に斬り殺された（寛文事件（伊達騒動））。事件後、原田家は改易となり、宗輔の子らは乳幼児に至るまで切腹または斬首、女子もお預けの身となるなど厳しい処罰が下され、一家は断絶した。慶月院も連座し、異父弟の亘理宗根が初代当主であった亘理伊達家に預けられることとなった。息子の罪によって名門原田家が断絶したことを嘆いた慶月院は、舌を噛み切っての自害を試みた。しかし、老齢のため果たせず、その後は食事を断ち、絶食のまま五十数日が経過した同年7月、亘理伊達家の屋敷にて失意のうちに亡くなった。享年74であった。
墓は、預けられた亘理伊達家の菩提寺である大雄寺の住職の隠居寺であった陽林庵の一隅（現在の宮城県亘理郡亘理町長瀞字夜討坂）にあり、墓碑の代わりに大きな自然石が置かれている。